# Сибирко, Вадим Анатольевич
Вадим Анатольевич Сибирко (род. 11 апреля 1953, Москва) — советский хоккеист, защитник, нападающий, украинский тренер. Мастер спорта СССР.

## Биография
Воспитанник ЦСКА, начинал играть на позиции защитника, затем был переведён в нападающие. Выступал за команды СКА МВО Калинин (1972/73), «Шторм» Ленинград (1973/74), «Апатитстрой» (1973/74 — 1974/75), «Ижсталь» Ижевск (1975/76, 1983/84), «Сокол» Киев (1976/77 — 1981/82), «Химик» Воскресенск (1982/83), ШВСМ Киев (1984/87). В высшей лиге провёл шесть сезонов (1978/79 — 1983/84).
Серебряный призёр чемпионата Европы среди юниорских команд 1972 года.
Работал тренером в киевской спортшколе с хоккеистами 1975 и 1979 годов рождения, среди учеников — двукратный обладатель Кубка Стэнли Руслан Федотенко. В 1996 году вместе с рядом воспитанников 1982 года рождения (в том числе с Алексеем Михновым) перешёл в ярославский спортинтернат, где работал с Иваном Непряевым, Игорем Радуловым.
Тренер в «Торпедо-2» Ярославль (1998/99 — 2000/01), ХК ЦСКА (2000/01 — 2001/02). Работал в московских детско-юношеских спортивных школах «спартак» (2003/04; команда 1992 г. р. стала чемпионом Москвы), «Серебряные Акулы» (2004/05; 1995 г. р.), «Крылья Советов» (2005—2007; 1993 г. р.).
В 2012 году возглавил вновь создаваемую в Киеве детскую спортивную школу «Беркут».